# Mobilinternet
A mobilinternet hozzáférést biztosít a világhálóhoz  úgy, hogy egy hordozható eszköz kapcsolódik közvetlenül az internet szolgáltató vezeték nélküli hálózatához. Ez az eszköz jellemzően mobiltelefon.

## Mobilinternet Magyarországon
Magyarországon jelenleg a Yettel, a Vodafone a Telekom és a DIGI nyújt közvetlen mobilinternet szolgáltatást, de erre több úgynevezett virtuális szolgáltató is kapcsolódik (pl. Invitel,Externet, Enternet, Drávanet, Tarr). A virtuális mobilinternet szolgáltatás lényegében annyit tesz, hogy a szolgáltatónak nincs saját hálózata, ezért a meglévő infrastruktúrára kapcsolódva értékesíti csomagjait. A virtuális szolgáltatók általában vezetékes net mellé nyújtanak mobilinternetet.

## A mobilinternet technológiái

### CSD (Circuit Switched Data)
A CSD a mobilinternet első adatátviteli technológiája. Magyarul vonalkapcsolt mobilinternetnek is hívják, mivel egy telefonszámot kell betárcsázni a használatához. A névleges adatátviteli sebessége 9,6 kbit/s. Ma már az alacsony sebessége és a folyamatos hálózatterhelése miatt nem alkalmazzák. Valamikor mobiltelefonról történő böngészéshez (WAP) használták. 1G adatátvitelként is szokták emlegetni. 

### GPRS (General Packet Radio Service)
A CSD-vel szemben a csomagkapcsolt GPRS már nem terheli folyamatosan a hálózatot, csak a tényleges adatforgalom alatt. Az elméleti adatátviteli sebessége 53 kbit/s. Bár ma már egyre inkább kezd kiszorulni, de még a WAP-nál a mai napig alkalmazzák. 2,5G adatátvitelként is szokták emlegetni. 

### EDGE (Enhanced Data Rates for GSM Evolution)
Az EDGE a GPRS hálózatok megerősítése, akár 236 kbit/s-os adatátviteli sebességre is képes. Ma főként kisebb településeken és mobiltelefonon alkalmazzák a 3G alternatívájaként. 2,75G adatátvitelként is szokták emlegetni. 

### 3G
A harmadik generációs mobilhálózat a mobilinternet mellett már a videóhívást is lehetővé teszi. A névleges adatátviteli sebessége 384 kbit/s. 

### HSDPA (High-Speed Downlink Packet Access)
A HSDPA elméleti adatátviteli sebessége az eszköztől és a lefedettségtől függően akár 14,4 Mbit/s is lehet. A nagy sebességének köszönhetően ma már széleskörűen elterjedt, főképp városokban és a nagyobb falvakban alkalmazzák.

### HSPA+
A HSPA+ elméleti adatátviteli sebessége 21 Mbit/s is lehet. Azonban átlagos sebessége 13 Mbit/s re tehető. Gyorsasága miatt népszerű a nagyvárosokban és a környező falvakban.

### LTE (Long Term Evolution) (4G)
Az LTE, azaz a negyedik generációs mobilinternet maximális sebessége akár 300 Mbit/s is lehet. Ez nagyon nagy sebesség, ugyanis a vezetékes internet átlagos sebessége kb. 200-300 Mbit/s-ra tehető. Eleinte csak nagyvárosokban volt gazdaságos az alkalmazása, de a 800 MHz-et használó B20 (Band 20) LTE kisvárosokban is elterjedt.